# Николай Кьостнер
Николай Кьостнер (на естонски: Nikolai Köstner) е естонски икономист и политик, работил дълги години в България и Египет.

## Биография
Кьостнер е роден на 26 март 1889 г. в Луунджа, Лифландска губерния. Завършва Московския търговски институт през 1915 г.
Включва се в политическия живот като представител на Естонската социалистическа работническа партия. Става член на създаденото след Февруарската революция през 1917 г. Естонско провинциално събрание. След Октомврийската революция е избран за зам.-председател на Събранието и участва в обявяването на независимостта на Естония.
В периода 1918 – 1920 г. Кьостнер е министър на търговията и участва в делегацията на Естония на Парижката мирна конференция. За кратко е дипломатически представител на страната в САЩ (1921 – 1922).
След завръщането си в Естония Кьостнер е съветник в Министерството на финансите. Започва да преподава статистика и икономическа география в университета в Тарту. В периода 1928 – 1932 г. е комисар на правителството при Ести Панк (централната банка). През същия период участва в паричната реформа, проведена в страната.
От 1932 до 1940 г. Кьостнер е комисар на Обществото на народите при Българската народна банка в София, където го заварва присъединяването на Естония към Съветския съюз.
През 1941 г. заминава за Кайро, където до края на живота си работи в Египетската централна банка
Умира на 17 февруари 1959 г. в Кайро, Египет.